# San Francisco (1936)
San Francisco is een Amerikaanse muziekfilm uit 1936 onder regie van W.S. Van Dyke.

## Verhaal
Mary Blake is een jonge operazangeres aan de bedelstaf. Ze solliciteert voor een baan als revuester in de nachtclub van Blackie Norton in San Francisco. Wanneer Blackie besluit om haar in dienst te nemen, doet hij dat vooral op grond van haar uiterlijk. Pastoor Tim Mullin is een goede vriend van Blackie. Hij vindt het een slecht idee om Mary een baan in een nachtclub te geven, omdat ze op die manier in de verkeerde milieus terechtkomt. De operadirecteur Jack Burley wil haar contract graag overnemen, maar Blackie is intussen verliefd geworden op Mary. Als haar loopbaan een nieuwe wending neemt, vindt er een vreselijke aardbeving plaats in de stad.

## Rolverdeling
| Acteur             | Personage      |
| ------------------ | -------------- |
| Clark Gable        | Blackie Norton |
| Jeanette MacDonald | Mary Blake     |
| Spencer Tracy      | Tim Mullin     |
| Jack Holt          | Jack Burley    |
| Jessie Ralph       | Maisie Burley  |
| Ted Healy          | Mat            |
| Shirley Ross       | Trixie         |
| Margaret Irving    | Della Bailey   |
| Harold Huber       | Babe           |
| Edgar Kennedy      | Sheriff        |
| Al Shean           | Professor      |
| William Ricciardi  | Signor Baldini |
| Kenneth Harlan     | Chick          |
| Roger Imhof        | Alaska         |
| Charles Judels     | Tony           |
| Russell Simpson    | Kelly          |
| Bert Roach         | Freddie Duane  |
| Warren Hymer       | Hazeltine      |

## Prijzen en nominaties
| Jaar | Prijs  | Categorie            | Genomineerde(n)               | Uitslag     |
| ---- | ------ | -------------------- | ----------------------------- | ----------- |
| 1936 | Oscars | Beste film           | John Emerson Bernard H. Hyman | Genomineerd |
| 1936 | Oscars | Beste regie          | W.S. Van Dyke                 | Genomineerd |
| 1936 | Oscars | Beste acteur         | Spencer Tracy                 | Genomineerd |
| 1936 | Oscars | Beste verhaal        | Robert Hopkins                | Genomineerd |
| 1936 | Oscars | Beste regieassistent | Joseph M. Newman              | Genomineerd |
| 1936 | Oscars | Beste geluid         | Douglas Shearer               | Gewonnen    |